# Sofía MacKenzie
Sofía Agnes MacKenzie (20 de junio de 1972) es una exjugadora argentina de hockey sobre césped que se desempeñó como defensora y fue parte de la Selección argentina, Las Leonas. Fue campeona mundial juvenil en 1993. Obtuvo dos medallas de oro en los Juegos Panamericanos de 1991 y 1995. En 1994, se consagró subcampeona mundial en el Campeonato Mundial de Hockey sobre Césped de Dublín, Irlanda en 1994.

## Biografía
En 1991, obtuvo la medalla de oro en los Juegos Panamericanos de La Habana. En 1993, fue convocada a la selección juvenil para disputar el Campeonato Mundial de ese año en Tarrasa, España, saliendo campeona. El logro ha sido definido como "el primer rugido" de un seleccionado que a partir de ese momento alcanzaría el primer nivel mundial.
En 1994, integró el equipo que obtuvo el subcampeonato en el Campeonato Mundial de Hockey sobre Césped de Dublín, Irlanda sorprendiendo al mundo del deporte. En 1995, obtuvo su segunda medalla de oro en los Juegos Panamericanos Mar del Plata.
En 1996, integró el equipo de Las Leonas que participó en los Juegos Olímpicos de Atlanta, donde el equipo finalizó 7º obteniendo diploma olímpico.
El último torneo que Sofía disputó con Las Leonas fue el Campeonato Mundial de Hockey sobre Césped de 1998 realizado en Holanda, donde Argentina finalizó en 4º lugar.